# Prințesa Louise Auguste a Danemarcei
Louise Auguste a Danemarcei, Ducesă de Augustenborg sau Louise Augusta (7 iulie 1771 – 13 ianuarie 1843) a fost prințesă daneză, oficial fiica regelui Christian al VII-lea al Danemarcei și a reginei Carolina Matilda. Neoficial, tatăl ei a fost Johann Friedrich Struensee, medicul regal și de facto regent al țării în momentul nașterii ei.

## Biografie

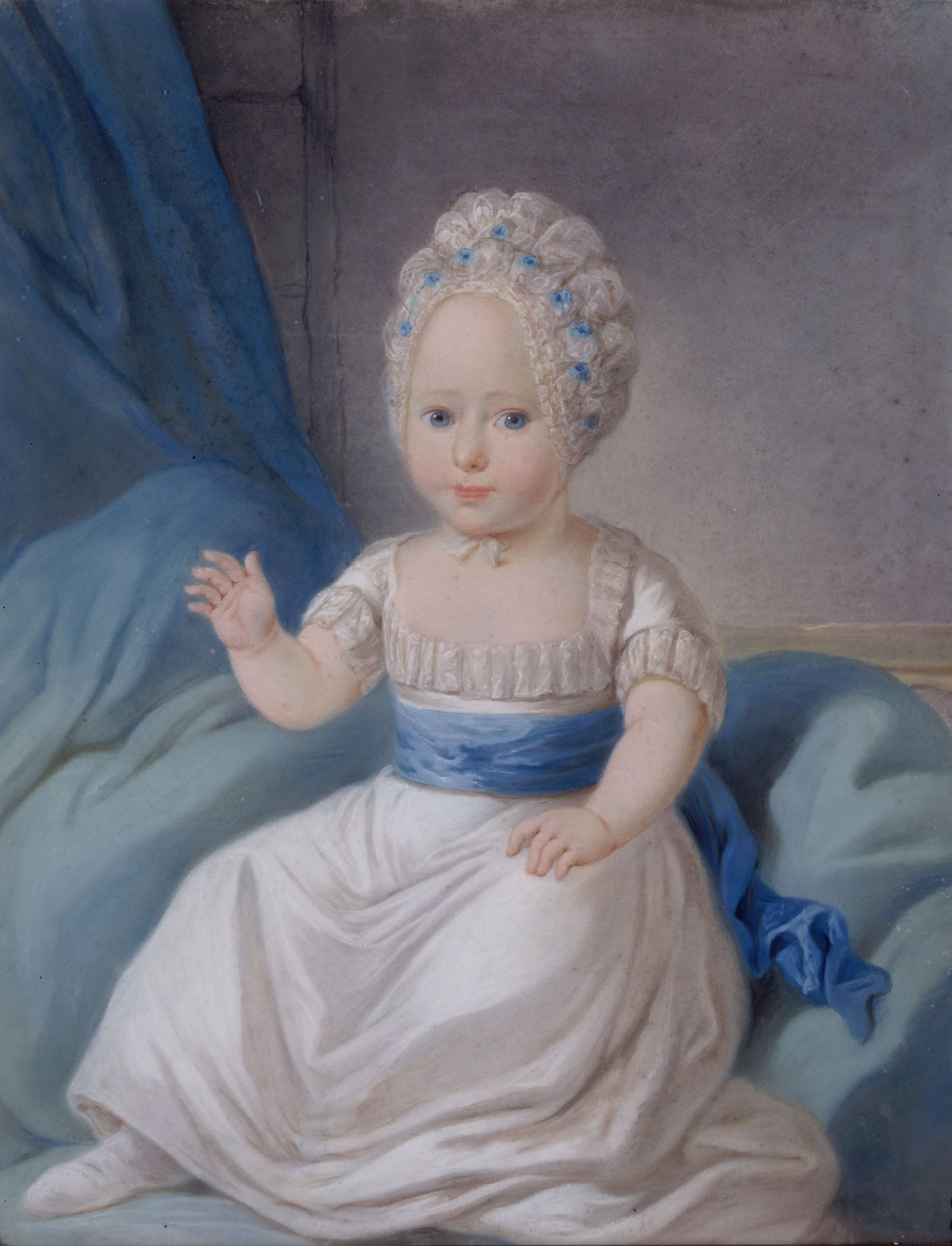
Portret al Prințesei Louise Auguste copil. Pastel de H.P. Sturz, 1771, colecția de la Castelul Rosenborg, Danemarca.

S-a născut la Castelul Hirschholm situat astăzi în Hørsholm, Danemarca. După arestarea lui Struensee și a reginei Caroline Mathilde la 17 ianuarie 1772, și după executarea lui Struensee și pizonieratul mamei sale, ea a fost crescută la curtea daneză, la Palatul Christiansborg din Copenhaga împreună cu fratele ei cu trei ani mai mare, Prințul Moștenitor Frederic, sub supravegherea fostei regine Juliane Marie.
Louise Augusta și fratele ei au avut o relație foarte strânsă întreaga viață, și la cererea acestuia ea a fost de acord să se căsătorească, în ciuda faptului că ea nu a avut nici un entuziasm pentru căsătorie. Ea a fost cel mai apropiat prieten al fratelui ei, și el a dezvoltat un resentiment puternic față de Juliana Maria, atunci când ea a încercat să-i despartă.

### Căsătorie
În februarie 1779, primul ministru Andreas Peter Bernstorff a clocit un plan ingenios pentru tânăra prințesă. Din moment ce un copil de sex masculin al ei ar fi putut moșteni tronul într-o zi, ar fi fost avantajos să aranjeze o căsătorie timpurie și să se căsătorească în interiorul familiei regale. 
Strămoșii viitorul ei soț, bunica din partea mamei, bunica paternă și străbunica paternă au fost contesa de Reventlow, contesa de Danneskiold-Samsoe și contesa de Ahlefeldt-Langeland. Prințul avea strânse legături cu toate familiile importante ale înaltei nobilimii daneze. În primăvara anului 1785, Ducele Frederic Christian al II-lea, în vârstă de 20 de ani, a sosit la Copenhaga. Logodna a fost anunțată, și, un an mai târziu, la 27 mai 1786, Prințesa Louise Augusta în vârstă de 14 ani s-a căsătorit la Palatul Christiansborg.

### Viața la curtea daneză

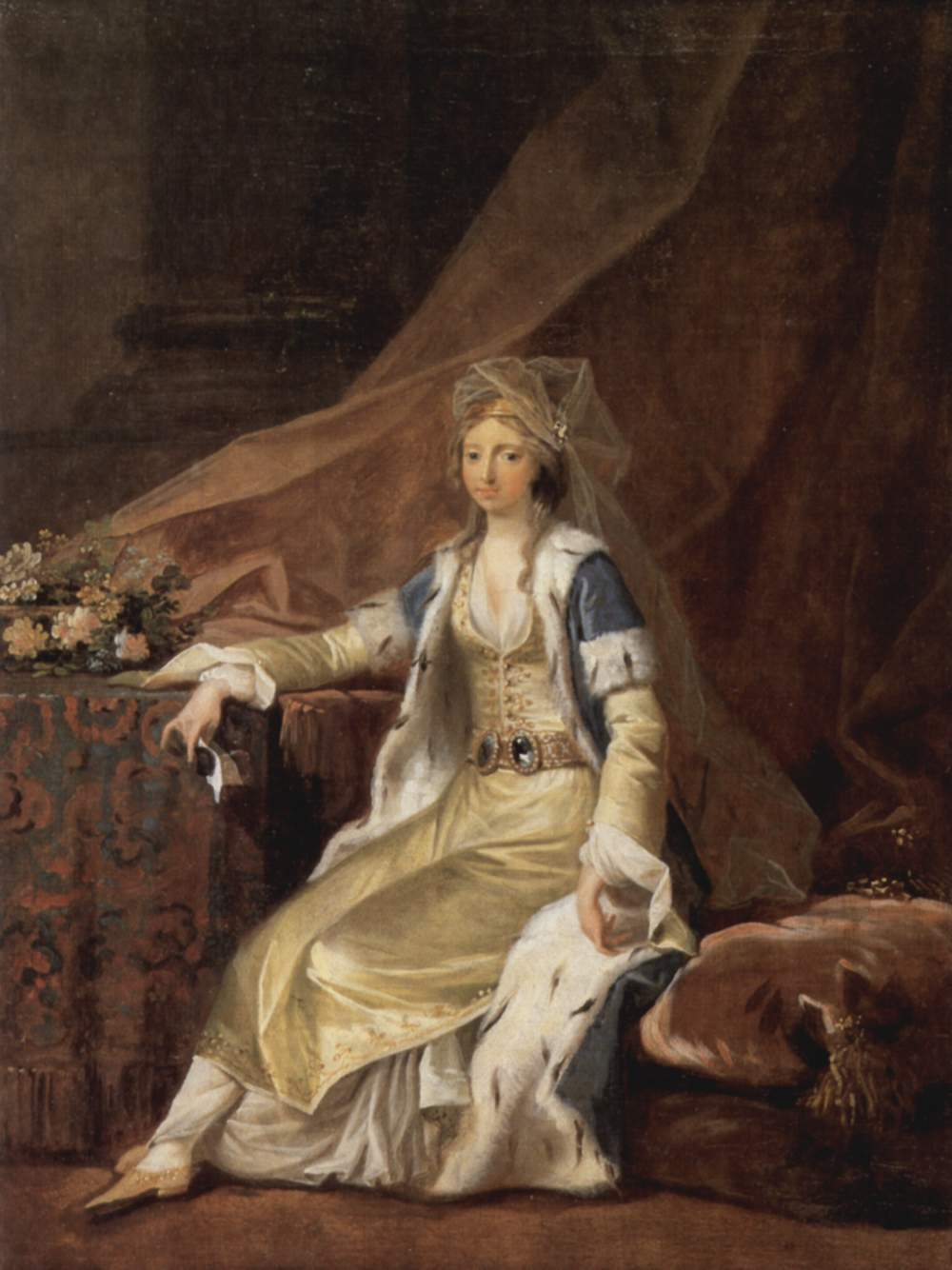
Ducesa în îmbrăcăminte turcească, portret de Jens Juel.

Cuplul a trăit la curtea daneză de la Copenhaga timp de mai mulți ani până la incendiul de la Palatul Christiansborg din anul 1794; în același an a murit Ducele de Augustenborg (Frederik Christian I, 1721-1794) și soțul ei a moștenit ducatul. Prințesa a fost adesea centrul activităților de la curte, și a fost proclamată "Venus a Danemarcei"; chiar și după căsătoria fratelui ei din 1790, ea a fost jucat mai departe rolul feminin central la curte.
Cuplul s-a instalat la Castelul Augustenburg, locuind vara pe insula Als și la Gråsten. Iernile și le petreceau în Danemarca iar verile la Augustenburg, unde ea avea o curte plină de viață. Louise Augusta și Frederic Christian au avut trei copii:
- Caroline Amalie (n. 28 septembrie 1796 – d. 9 martie 1881), care a devenit regină a Danemarcei ca soție a regelui Christian al VIII-lea
- Christian August (n. 19 iulie 1798 – d. 11 martie 1869), Duce de Holstein-Sonderburg-Augustenburg. S-a căsătorit cu ruda lui daneză, contesa de Danneskjold-Samsoe.
- Frederic Emil August (n. 23 august 1800 – d. 2 iulie 1865), Prinț de Nør (Noer)

Soții au fost diferiți: în timp ce Louise Augusta era extrovertită, plină de viață, frumoasă și iubitoare de plăceri, soțul ei era neatractiv sexual, serios, interesat de filosofie și politică. S-a spus că ea a avut mai mulți iubiți, printre ei și medicul Carl Ferdinand Suadacini, care a tratat-o pentru infertilitate și a fost considerat a fi tatăl copiilor ei, deși acest lucru nu a putut fi dovedit. Louise Augusta a simțit simpatie pentru Revoluția franceză și a avut puncte de vedere anti-britanice începând cu anul 1789.

### Ultimii ani
De-a lungul anilor s-a dezvoltat un conflict între soțul și fratele ei, în special pe relația dintre ducatele Schleswig-Holstein și monarhia daneză. Ea a rămas loială casei regale daneze, fratelui ei, de-a lungul diferendelor, și a acționat ca un agent al lui. În 1810 s-a implicat activ în a stopa încercările Ducelui de a fi ales ca succesor la tronul suedez, în cele din urmă fiind ales fratele mai mic al acestuia, Christian August de Slesvig-Holsten-Sønderborg-Augustenborg; Christian August a murit la scurt timp și apoi a fost ales ca succesor Jean-Baptiste Bernadotte, mareșal al Franței și Prinț de Ponte Corvo.
Relația dintre soți s-a deteriorat și Frederic Christian a încercat să limiteze în mod legal influența ei asupra viitorului copiilor lor. El a murit la 14 iunie 1814 iar Louise Augusta a preluat controlul asupra moșiei Augustenborg și a creșterii copiilor.
În 1820 a predat domeniile fiului ce mare, Christian August, și de atunci a locuit la Castelul Augustenborg unde și-a stabilit o curte excentrică. În 1832, pentru a-i da fiului cel mic, Frederik Emil August, posibilități mai bune de venit a cumpărat moșia Nør și Grønwald în Dänischwold în sudul Schleswig. Ea a avut o relație strânsă și caldă cu fiica și ginerele ei, dar relația cu fiii ei a fost tensionată.
A murit la Augustenborg în 1843, la vârsta de 71 de ani, când domnia fratelui ei deja se sfârșise, și ginerele ei, Christian al VIII-lea, a urcat pe tron; a murit deci ca mamă a reginei Danemarcei.   

## Arbore genealogic
1. ↑  Dictionary of Women Worldwide[*] Verificați valoarea |titlelink= (ajutor)